# Свищево (Торжоцький район)
Свищево (рос. Свищево) — присілок в Торжоцькому районі Тверської області Російської Федерації.
Населення становить 55 осіб. Входить до складу муніципального утворення Мар'їнське сільське поселення.

## Історія
Від 2005 року входить до складу муніципального утворення Мар'їнське сільське поселення.

## Населення
| 1884 | 2010 |
| ---- | ---- |
| 173  | ↘55  |